# Bromheadia graminea
Bromheadia graminea är en orkidéart som beskrevs av Kruiz. och De Vogel. Bromheadia graminea ingår i släktet Bromheadia och familjen orkidéer. Inga underarter finns listade i Catalogue of Life.